# Confederación chimalhuacana
Confederación chimalhuacana es el nombre que se da a una confederación militar de varios estados indígenas del Occidente de México. El término fue inventado por Ignacio Navarrete y como consecuencia de ello, se generalizó el uso de este término nahua para designar al Jalisco prehispánico. Como consecuencia de esta invención historiográfica, otros autores sacaron conclusiones completamente alejadas de la realidad. Se llegó a decir que Chimalhuacán Atenco —la actual Chimalhuacán (estado de México)— y Chimalhuacán-Chalco, poblaciones que estuvieron ubicadas en el valle de México se encontraban en alguna zona de Jalisco. 